# When I Think Of You
«When I Think Of You» es el tercer sencillo del álbum debut del cantante inglés Lee Ryan.

## El Sencillo
«When I Think Of You» es el tercer sencillo y último publicado en prácticamente todo el mundo, de su álbum "Lee Ryan".
El sencillo fue publicado en todo el mundo el 30 de enero del 2006, llegando al #15 en el Reino Unido, y fracasando en el resto de los países, incluyendo Italia, que llegó simplemente al puesto 19 en su primera semana, bajando al número 31 en su segunda, y así sucesivamente; después al 15 en China o y 87 en la lista de los sencillos más vendidos de Polonia.
El fracaso del sencillo fue el preludio de la marcha de Sony BMG del cantante, debido a que al fracasar el sencillo «Turn Your Car Around», decidieron abandonar la promoción del álbum, lo cual causó la bajada inmediata de las ventas del CD y de los demás sencillos.

## Lista de canciones
CD 1 [UK & Ireland CD]
1. When I Think Of You (3:38)
2. I Can't Let You Go Now (2:56)

CD 2 [International CD]
1. When I Think Of You (3:38)
2. Miss My Everything (4:00)
3. Ho Te [Italian Version Of "Army Of Lovers"][Live Version] (2:55)
4. Wish The Whole World Knew (4:07)
5. Parking (3:22)

## Posicionamiento
| Lista (2005)   | Posición |
| -------------- | -------- |
| Reino Unido    | 15       |
| Irlanda        | 24       |
| Australia      | 40       |
| Alemania       | 29       |
| Austria        | 30       |
| Francia        | 27       |
| Holanda        | 39       |
| Suiza          | 37       |
| Italia         | 19       |
| Israel         | 24       |
| China          | 15       |
| Japón          | 17       |
| Noruega        | 24       |
| Suecia         | 36       |
| Dinamarca      | 40       |
| Bélgica        | 29       |
| Portugal       | 59       |
| Grecia         | 65       |
| Polonia        | 87       |
| Estados Unidos | —        |
| Canadá         | —        |

- Datos: Q3567671